# Juan Casarini
Juan Francisco Casarini (Rosario, Santa Fe, Argentina, 6 de junio de 1988) es un futbolista argentino. Se desempeña como defensor central y su equipo actual es el Deportivo Armenio de la Primera C de Argentina.

## Trayectoria
Desde niño asistió al Complejo "Malvinas Argentinas" en donde se desarrolla la Escuela de Fútbol Infantil del club Newell's Old Boys de Rosario donde transcurrió su infancia y parte de su adolescencia. En 2008 se dirige al club Morning Star, el cual militaba en la Liga Rosarina de Fútbol, apenas un año más tarde, en 2009, ficharía por el club Club Atlético Tiro Federal, con el cual disputaría la 3ª edición de la "Copa Ciudad de Rosario", que consistía en un cuadrangular que conformaron las selecciones sub-20 de EE.UU, Australia y Uruguay, y del cual, la categoría '88 de Tiro Federal resultó campeona. Poco menos de un año luego, en 2010, debutaría en la Primera B Nacional.
A mediados del año 2012 emigra al club Deportivo Armenio para disputar el comienzo de la Primera B (Argentina) 2012/13. Luego de 2 temporadas en el equipo titular es fichado en condición de préstamo por el club Centro Juventud Antoniana para disputar el Torneo Argentino A 2013/14, teniendo como objetivo ascender al torneo Primera B Nacional.

## Estadísticas

### Clubes
| Club                      | País      | Año              |
| ------------------------- | --------- | ---------------- |
| Tiro Federal              | Argentina | 2010–2012        |
| Deportivo Armenio         | Argentina | 2012–2014        |
| Centro Juventud Antoniana | Argentina | 2014             |
| Deportivo Armenio         | Argentina | 2014- Actualidad |